# Karen Melchior
Karen Melchior (nascida em 15 de outubro de 1980) é uma advogada e política dinamarquesa que é membro do Parlamento Europeu desde 2019.

## Carreira política
Melchior era membro do Conselho Municipal de Copenhague. No conselho, atuou no Comité Social e no Comité de Saúde e Assistência. Participou nas eleições locais de 2017, pelo Partido Social Liberal.
Melchior concorreu pelo Partido Social Liberal Dinamarquês nas eleições para o Parlamento Europeu de 2014, onde foi eleita para o cargo de primeira deputada suplente do partido.
Melchior acabou sendo eleita para o Parlamento Europeu em 2019. Desde então, ela serviu na Comissão dos Assuntos Jurídicos e na Comissão dos Direitos da Mulher e da Igualdade de Género. Além das suas atribuições na comissão, ela faz parte das delegações do parlamento à Comissão de Parceria Parlamentar UE-Arménia, à Comissão Parlamentar de Cooperação UE-Azerbaijão e à Comissão Parlamentar de Associação UE-Geórgia, bem como à Assembleia Parlamentar Euronest. Ela também é membro do European Internet Forum.